# Aneflomorpha giesberti
Aneflomorpha giesberti es una especie de escarabajo longicornio del género Aneflomorpha, tribu Elaphidiini, subfamilia Cerambycinae. Fue descrita científicamente por Chemsak y Linsley en 1975.

## Descripción
Mide 13-19 milímetros de longitud.

## Distribución
Se distribuye por Honduras, Nicaragua y México.